# Peugeot TLX
Les Peugeot TLX sont des motos/cyclomoteurs typés enduro commercialisés à partir de 1983 par Peugeot Cycles et déclinés en 50, 80 et 125 cm3. Les TLX 50 et 80 viennent remplacer respectivement la TSE (50 cm3) et la TXE (80 cm3) alors que la TLX 125 crée une nouvelle gamme enduro 125 cm3 chez Peugeot,.

## TLX 50
La TLX 50, remplace la TSE dont elle reprend une grande partie de la partie-cycle ainsi que le moteur deux transferts à culasse polygonale. Elle sera déclinée par la suite en version simple variateur (beaucoup plus proche des 103). Trois coloris ont été successivement disponibles : rouge (simple et double variateur), bleu et blanc (simple variateur).
Par rapport à sa devancière, la TLX dispose d'un nouveau cadre à section carré, de carénages plus enveloppants, d'une nouvelle selle, d'une nouvelle fourche hydraulique (contre télescopique simple pour la TSE), d'un nouveau silencieux, d'une casquette de phare ainsi que d'un nouveau porte-bagages. La partie moteur et variation (pour la TLX double variateur) est strictement identique.
Sa production prend fin en 1986 car la TXR, sortie l'année précédente, constitue désormais l'offre enduro des cyclomoteurs Peugeot.